# Velarte

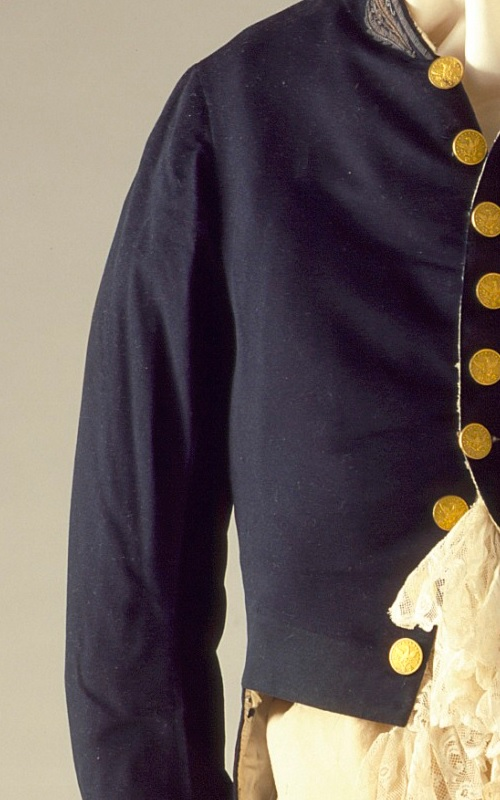
Chaqueta de velarte de lana, c.1830. LACMA M.65.8a-d

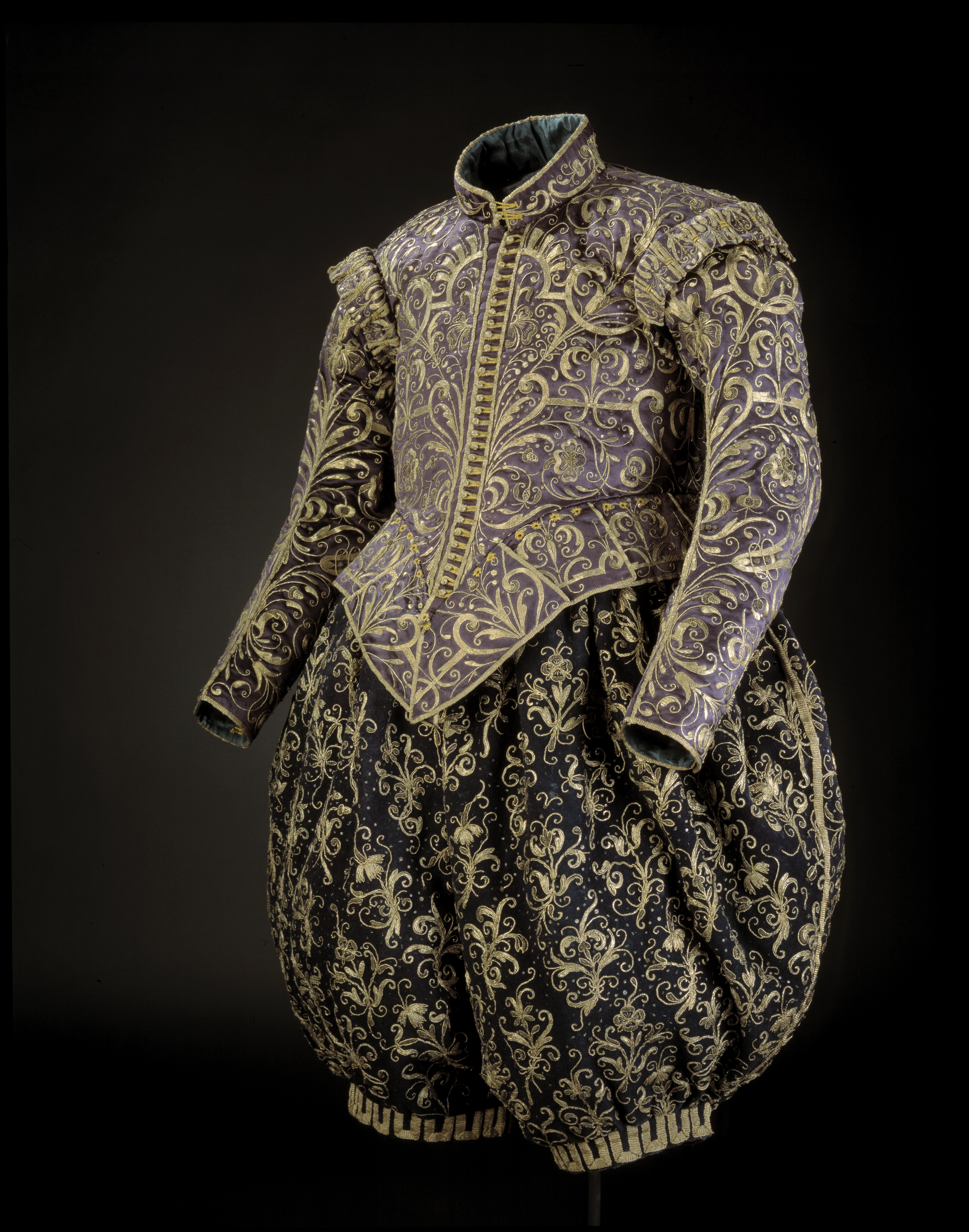
Vestimenta del rey Gustavo Adolfo II de velarte morado oscuro y oro.

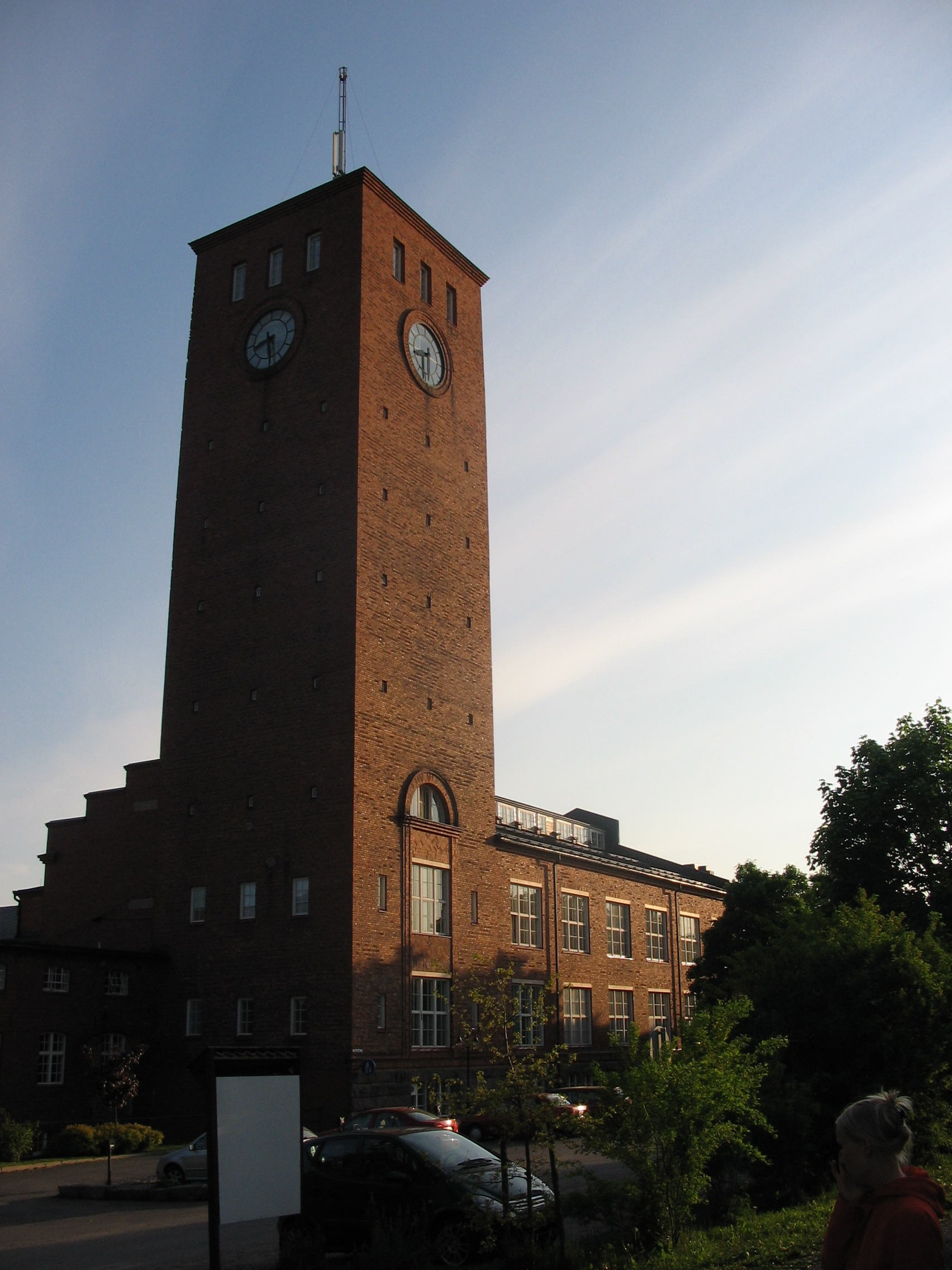
Littoinen fábrica de velarte en Finlandia.

El velarte es una tela densa de tafetán, históricamente hecha de lana. La característica definitoria del velarte no es su ancho final, sino el hecho de que se tejió mucho más ancha (típicamente 50 a 75% más ancha que su ancho final) y luego se fresó fuertemente (tradicionalmente la tela se trabajaba con martillos pesados de madera en agua caliente con jabón) para encogerla al ancho requerido. El efecto del proceso de fresado es acercar los hilos mucho más juntos de lo que se podría lograr en el telar y permitir que las fibras individuales de la lana se unan en un proceso de fieltrado, lo que da como resultado una tela de cara densa con una caída rígida que es altamente resistente a la intemperie, resistente y que permite cortar por el borde sin necesidad de realizar un dobladillo.
Se hizo en varias partes de Inglaterra al final del período medieval. La materia prima era lana corta, cardada e hilada en hilo y luego tejida en un telar ancho para producir tela de 1,6 m de ancho. Luego era batida, generalmente en un batán. Al batirla, las fibras de la tela se apelmazaban juntas, dando como resultado una superficie lisa y compacta.
En los Estados Unidos, velarte puede ser un nombre alternativo para un tipo específico de algodón o popelina de mezcla de algodón, que se introdujo por primera vez en los Estados Unidos desde Gran Bretaña a principios de la década de 1920 y que se renombró como paño para el mercado estadounidense.

## Fabricación histórica
El velarte  (en flamenco Laken) fue inicialmente producido en Flandes a partir del siglo XI y durante toda la Edad Media.
Después de 1400, Leiden en Holanda se convirtió en el lugar más importante para la industria del velarte en Europa. Allí por primera vez se industrializó la producción. Esto significa que el proceso de producción ya no se llevó a cabo completamente en una sola fábrica, sino de acuerdo con una asignación de tareas precisa, donde en varias etapas se produjeron bienes intermedios. Todo el proceso fue supervisado estrictamente, lo que resultó en una alta calidad constante, lo que hizo que el velarte de Leiden fuera muy popular. En 1417 la Liga Hanseática decidió que solo se vendería velarte aprobados de Leiden. A partir de 1500 la competencia de otras partes de Europa, especialmente Inglaterra, creció y Leiden perdió su protagonismo. En Italia, Florencia se convirtió en un importante centro de la industria del velarte.
Alrededor de 1500, se fabricaba este paño en varios distritos de Inglaterra, incluidos Essex y Suffolk en el sur de Anglia Oriental, el distrito textil de West Country (Gloucestershire , Wiltshire, este Somerset - a veces con áreas adyacentes), en Worcester, Coventry, Cranbrook en Kent y algunos otros lugares.
Esta era la mejor tela inglesa, y grandes cantidades exportaron los mercaderes de la Company of Merchant Adventurers of London, principalmente a Amberes como paño blanco (o sea sin teñir). era terminado y teñido en Flandes, y luego comercializada por todo el norte de Europa.  Las piezas de tela podían ser cortas (22 m de largo) o largas (27 m de largo).
La materia prima para el velarte de Worcester era la lana de los condados fronterizos galeses de Herefordshire y Shropshire, conocida como lana de Lemster (es decir, Leominster). Eso para el West Country vino de los Cotswolds. En ambos casos, la alta calidad fue el resultado de un pasto comparativamente pobre, que (probablemente ayudado por la cría selectiva) llevó a las ovejas a cultivar lana con las cualidades deseadas.
Las exportaciones inglesas de velarte alcanzaron su nivel más alto a mediados del siglo XVI, después de lo cual algunas regiones comenzaron a producir otros tipos de telas. Se encontraron dificultades en los mercados de exportación a mediados de la década de 1610, en parte debido a las dificultades monetarias en Europa del Este, y en parte al mal concebido Proyecto Cockayne. Por tanto, la producción de velarte declinó en el siglo XVII.
Worcester siguió siendo un centro para la producción de velarte blanco. Otras áreas, como Ludlow y partes de los Cotswolds comenzaron a producir telas similares, conocidas como 'Worcesters'. El mercado sufrió un gran revés en el siglo XVIII, cuando el comercio de Levant Company con Turquía se vio obstaculizado por la competencia francesa. A partir de este momento, la producción de velarte finalmente perdió su importancia.

## Tipos de velarte

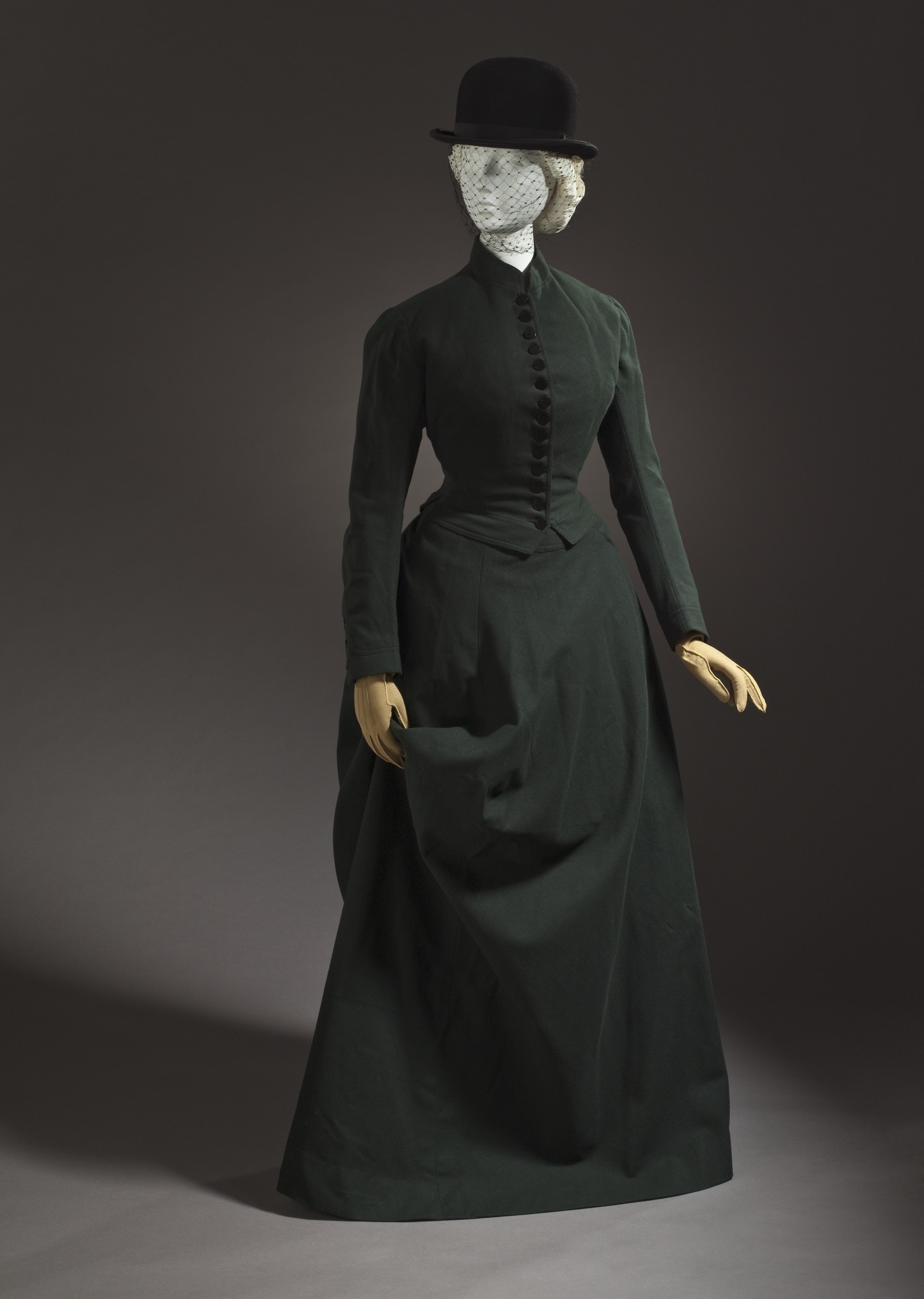
1878 Traje de montar de mujer/traje de caza en paño de hábito verde oscuro. Escocia. LACMA M.2007.211.779.1a-b

- banat - Velarte hecho en la India.[6]
- bridgwater (1450-1500) - Un velarte más ligero fabricado en Inglaterra, Escocia y Gales.[7][8]
- castor - Velarte para abrigo.[9]
- cealtar (Idioma irlandés) - Velarte grueso gris[10]
- dunster (principios del siglo XIV) - velarte hecho específicamente en Somerset[11]
- Georgian cloth (hacia 1806)[12][13]
- haberget (Edad Media)- Velarte grueso, fabricado en Inglaterra durante el período medieval y asociado con los monjes.[14]
- habit cloth - Velarte de lana fina de fabricación británica que se usa típicamente para los hábitos de conducción de las mujeres.[14]
- lady's cloth - velarte más ligero,[15] originalmente fabricado en tonos claros.[16]
- poole cloth (siglo XIX en adelante) - Un paño con un acabado claro, que lleva el nombre del establecimiento de sastrería Henry Poole & Co (fundado en 1806).[17]
- suclat - Un velarte de algodón de fabricación europea popular en el mercado de las Indias Orientales.[18]
- superfine (siglo XVIII en adelante) - velarte de merino utilizado para la sastrería masculina.[19]
- tami - Velarte fino hecho en China.[20]
- taunton (siglo XVI) - Fabricado originalmente en Taunton y disponible en grado medio o grueso, con un peso de 11 oz. por yarda, que fue fijada por ley.[21]
- tavestock (c.1200-1350)[22]
- western dozen (siglo XVI) - Nombre alternativo para tavestock.[21]

## Usos modernos
Desde principios de la década de 1920, el mercado estadounidense ha utilizado el término velarte para describir un tejido liso, generalmente mercerizado, tejido con una nervadura y un hilo de relleno ligeramente más pesado, utilizado para la confección de camisas, hecho de algodón o poliéster y algodón. Esta tela se introdujo a principios de la década de 1920 como una importación del Reino Unido, donde se la llamó popelina, pero se le cambió el nombre arbitrariamente a velarte, ya que se pensaba que el nombre británico tenía connotaciones de pesadez. Otra versión de esta tela, tejida en rayón o poliéster y rayón, se llama fuji.
El velarte de lana con su tacto de fieltro, similar al terciopelo, se ha utilizado para tapizar muebles e interiores de automóviles.